# 羅復仁
羅復仁（1298年—1371年），江西吉水人，元末明初政治人物。
罗年少时好学，被陈友谅任命为编修。此后罗复仁意识到陈友谅无成后离去。后在九江拜谒朱元璋，被留下。此后跟随朱在鄱阳作战，之后劝降江西数个郡县。罗复仁跟随围攻武昌时，朱元璋想要招降守将陈理，于是派遣罗复仁进入城中劝降，并且对罗复仁说：“陈理如果能够归降，他不会失去富贵。”罗复仁跪首道：“如果您能保全他全家性命，使我在今后不会被人认为是食言者，即使死了亦无后悔。”太祖回答：“你放心前往，我不会失信于你。”罗复仁见到陈理，大哭道：“强大的明军所到之处，攻无不克，你不投降，城破之时，明军就要屠城，城中的老百姓有何罪过？”陈理听从劝谕，于是就带领所辖官吏出城投降。
之后升任國子助教，因为年迈而特赐小车进入国子监。每次宴请接见，朱元璋都赐坐饮食。之后，罗复仁又奉命出使扩廓。此前出使的使者往往被羁押，而罗则因言论慷慨，唯独得返。洪武元年，被提拔为翰林院编修，之后与张福出使安南，促使安南归还侵占占城国土地，而安南赠送的礼物，都被罗推辞不受。朱元璋听说后，认为其很有贤德。洪武三年，设置弘文館，罗任命为大学士，与刘基地位相同。因为罗经常向朱元璋坦言对朝政得失看法， 且偶然带有南方口音。朱元璋赞赏其为人正直，称呼其为“老实罗”。一次，明太祖偷偷去罗复仁住处，发现其住在外城墙小巷深处，当时罗复仁正在用白灰刷墙。见到太祖后，罗复仁急忙吩咐妻子抱出小凳给皇帝坐。朱元璋说：“贤士怎么能够住在这种地方？”于是赐给其一座城中住宅。后天寿年，罗复仁创作了一阕《水龙吟》献给朱元璋。不久后辞官，后授赐大布衣，衣襟上有题诗褒奖。不久又被召回京城，罗上书请奏减免江西秋粮赋税，后得批准。朱元璋又留罗驻京三月，赏赐玉带、铁拄杖、坐墩、裘马、食具遣返，后罗以高寿而终。
其孫為羅汝敬，永樂二年進士。